# 한국통합물류협회
한국통합물류협회(韓國統合物流協會, Korea Integrated Logistics Association, 약칭 KILA)는 물류산업의 경쟁력 강화와 회원사의 물류선진화 및 권익신장을 위하여 기존의 물류관련단체들을 통합하여 설립된 특수법인이다. 서울특별시 종로구 인사동5길 29, 태화빌딩 4층에 위치하고 있다.

## 설립 근거
- 한국통합물류협회는 물류정책기본법 제55조[1]에 의하여 설립된 특수법인으로서 물류산업의 연구·진단·정책제안·인력양성공급 및 물류정보화·표준화, 물류혁신활동 등으로 물류선진화에 이바지함을 목적으로 함.

## 연혁

### 사단법인 한국물류협회
- 1984년 9월 1일 한국물류관리연구원 설립. 초대 안태호 회장 취임(인하대 교수)
- 1990년 2월 14일 사단법인 한국물류관리협의회 설립인가(경제기획원)
- 1995년 5월 사단법인 한국물류관리협의회에서 사단법인 한국물류협회로 명칭 변경(재정경제원)
- 1995년 9월 26일 사단법인 한국물류협회 설립허가(건설교통부)
- 1997년 1월 15일 제2대 김여환 회장 취임(대한통운 사장)
- 1997년 5월 물류관리사자격시험 관리위탁(건설교통부)
- 1997년 9월 27일 제1회 물류관리사자격시험 시행
- 2000년 3월 제3대 서병륜 회장 취임(한국파렛트풀, 한국컨테이너풀 사장)
- 2005년 7월 물류분야 하도급분쟁조정협의회 구성 및 운영

### 사단법인 한국물류창고업협회
- 2005년 6월 10일 한국물류창고협회 발기인대회 개최
- 2005년 7월 14일 한국물류창고협회 창립
- 2006년 12월 6일 사단법인 한국물류창고업협회 설립인가(건설교통부)
- 2007년 3월 2일 국제창고협회연맹(IFWLA) 가입

### 한국통합물류협회
- 2008년 12월 24일 물류관련협회 통합기본계획안 수립
- 2009년 4월 22일 통합물류협회 설립 양해각서(MOU) 체결

- (사)한국물류협회, (사)한국물류창고업협회, 종합물류기업협의회, 택배협의회, 컨테이너운송CY사업자협의회(CTCA) 통합
- 2009년 6월 25일 특수법인 한국통합물류협회 출범 및 창립총회 개최. 초대 김진일 회장 취임(해우지엘에스 회장)
- 2009년 7월 21일 법인 설립 인가(국토해양부)
- 2010년 2월 1일 장종식 상근부회장 취임(前 국토해양부 항공정책관)
- 2010년 2월 22일 정기이사회 개최
- 2010년 2월 26일 정기총회 개최
- 2010년 6월 9일 항공물류위원회 출범
- 2010년 8월 29일 사무실 이전(여의도동 → 용답동)
- 2010년 12월 23일 임시이사회 개최
- 2011년 2월 25일 정기이사회 및 정기총회 개최. 제2대 석태수 회장 취임(한진 대표이사)
- 2013년 2월 21일 이사회 및 정기총회 개최, 제3대 박재억 회장 취임(천일정기화물자동차 대표이사)
- 2015년 2월 25일 이사회 및 정기총회 개최, 제4대 박재억 회장 재취임(천일정기화물자동차 대표이사)
- 2017년 2월 21일 이사회 및 정기총회 개최. 제5대 박근태 회장 취임(CJ대한통운 대표이사)
- 2019년 2월 26일 정기총회 개최, 제6대 최원혁 회장 취임(판토스 대표이사)
- 2020년 8월 31일 사무실 이전(용답동 → 인사동)
- 2021년 2월 23일 정기총회 개최, 제7대 최원혁 회장 재취임(판토스 대표이사)
- 2023년 3월 1일 정기총회 개회, 제8대 박찬복 회장 취임(롯데글로벌로지스 대표이사)
- 2023년 6월 1일 조무영 상근부회장 취임(前수원시 제2부시장)
- 2024년 2월 29일 정기총회 개회, 제9대 신영수 회장 취임(CJ대한통운 대표이사)

## 조직

### 회장
- 전문위원회
  - 종합물류위원회
  - 택배위원회
  - 컨테이너운송위원회
  - 스마트물류위원회

#### 전무이사
회원관리부문(3팀)
경영지원팀
회원서비스팀
생활물류지원팀
물류사업부문(2팀)
인력개발팀
협력사업팀

## 같이 보기
- 국가물류정책위원회
- 한국국제물류주선업협회
- 한국무역협회
- 한국복합물류 (군포시 소재)